# Kanadische Badmintonmeisterschaft 2007
Die Kanadische Badmintonmeisterschaft 2007 fand vom 1. bis zum 3. Februar 2007 in Calgary statt.

## Medaillengewinner
| Disziplin    | Gold                       | Silber                      | Bronze                            |
| ------------ | -------------------------- | --------------------------- | --------------------------------- |
| Herreneinzel | Mike Beres                 | Stephan Wojcikiewicz        | Andrew Dabeka                     |
| Herreneinzel | Mike Beres                 | Stephan Wojcikiewicz        | Kyle Foley                        |
| Dameneinzel  | Charmaine Reid             | Denyse Julien               | Sarah Kong                        |
| Dameneinzel  | Charmaine Reid             | Denyse Julien               | Samantha Ralph                    |
| Herrendoppel | Mike Beres William Milroy  | Alvin Lau Toby Ng           | Keith Chan Jon Vandervet          |
| Herrendoppel | Mike Beres William Milroy  | Alvin Lau Toby Ng           | François Bourret Philippe Bourret |
| Damendoppel  | Charmaine Reid Fiona McKee | Florence Lavoie Amélie Felx | Phyllis Chan Lyndsay Thomson      |
| Damendoppel  | Charmaine Reid Fiona McKee | Florence Lavoie Amélie Felx | Samantha Ralph Denyse Julien      |
| Mixed        | Mike Beres Valérie Loker   | William Milroy Tammy Sun    | Kyle Foley Helen Nichol           |
| Mixed        | Mike Beres Valérie Loker   | William Milroy Tammy Sun    | Philippe Bourret Amélie Felx      |